# Girl Comics
Girl Comics désigne deux séries de comic books publiées successivement par Timely Comics, Atlas Comics et Marvel Comics. Les premiers numéros paraissent en 1949 et, à partir du numéro 13 en mars 1952, le titre devient Girl Confessions ; cette première série compte 35 numéros. La seconde est une mini-série en trois numéros publiée en 2010.

## Historique
Les éditeurs successifs de ce comic book correspondent aux transformations de Marvel Comics : Timely Comics, maison d'édition américaine fondée en 1939 par Martin Goodman, est transmise en 1951 à Atlas Comics ; celle-ci devient Marvel Comics en 1961. Stan Lee en est le directeur de publication de 1945 à 1972.

### Première série (1949–1954)
Entre octobre 1949 et janvier 1952 paraissent douze numéros dans le genre romance comics et aventure pour un lectorat féminin, Girl Comics, dirigée par Stan Lee ; la publication est d'abord assurée par Timely Comics, puis Atlas Comics. À partir du numéro 13, en mars 1952, le titre change et devient Girl Confessions. Au total, trente-cinq numéros sont parus jusqu'en août 1954.
Différents artistes contribuent à cette série : John Buscema et Al Hartley dans le no 1, Bob Brown (comics) (en) et Bill Everett dans le no 3, Russ Heath dans le no 5, Ann Brewster, Mike Esposito et Dick Rockwell dans le no 8, et Bernard Krigstein dans le no 12. Certains ont participé à plusieurs numéros de Girl Confessions : Hartley, Jay Scott Pike (en), Morris Weiss et Jerry Robinson,.

### Girl comics
Les quatre premiers numéros de Girl Comics présentent le style habituel des romance comics où les développements portent sur l'intrigue plutôt que sur la personnalité des protagonistes. La trame des récits est réutilisée, sans modifications importantes d'un numéro à l'autre. Toutefois, du no 5 au no 12, les parutions arborent un nouveau sous-titre : Mystery, Adventure, Suspense! (mystère, aventure et suspense !) et les narrations reprennent le même schéma que les romans d'Alice Roy.

### Listes des numéros

#### Girl Comics
| Numéro | Titre                                                      | Date de publication |
| ------ | ---------------------------------------------------------- | ------------------- |
| 1      | I Couldn't Escape From Love                                | octobre 1949        |
| 2      | Blind Date                                                 | 1949                |
| 3      | Liz Taylor                                                 | 1949                |
| 4      | Borrowed Love                                              | June 1950           |
| 5      | The Man Who Followed, The Haunted Terror, The Death Plunge | octobre 1950        |
| 6-9    | Mystery, Adventure, Suspense!                              | 1950                |
| 10     | The Deadly Double-Cross                                    | 1951                |
| 11     | Love Stories                                               | 1951                |
| 12     | BK, The Dark Hallway                                       | janvier 1952        |

#### Girl Confessions
| Numéro | Titre                                                       | Date de publication |
| ------ | ----------------------------------------------------------- | ------------------- |
| 13     | Bride with a Broken Heart                                   | mars 1952           |
| 14     | Love or Infatuation?                                        | 1952                |
| 15     | Sans titre                                                  | 1952                |
| 16     | I'll Never Forget You!                                      | 1952                |
| 17     | The Soldier's Wife!                                         | 1952                |
| 18     | We Both Loved Jerry!                                        | 1952                |
| 19     | Wallflower                                                  | 1952                |
| 20     | His Last Goodbye                                            | 1952                |
| 21     | Unwanted                                                    | 1952                |
| 22     | Sans titre                                                  | 1952                |
| 23     | The Man Who Kissed Me                                       | 1952                |
| 24     | The Way You Kiss, Martha's Man, The Lonely Night, Love Note | 1952                |
| 25     | Back Into His Arms                                          | 1952                |
| 26     | The Man I Must Marry                                        | 1952                |
| 27     | Grounds for Marriage"                                       | 1952                |
| 28     | Love Me or Leave Me                                         | 1952                |
| 29     | The Truth About Thelma Johnson                              | 1952                |
| 30     | Tall, Dark and Hands Off                                    | 1952                |
| 31     | When the Real Thing Comes Along                             | 1952                |
| 32     | Schoolgirl Crush                                            | 1952                |
| 33     | A Boy and a Girl                                            | 1952                |
| 34     | Affair of the Heart                                         | 1952                |
| 35     | Going Steady                                                | 1952                |

### Seconde série (2010)
En 2010 et pendant une année, Marvel lance le projet Marvel Women, qui donne lieu à la seconde série de Girl Comics comportant trois numéros. Ces trois numéros sont intégralement scénarisés, illustrés, mis en couleur et lettrés par des femmes artistes et auteures. Des projets apparentés à Marvel Women publient des mini-séries mettant en scène Herald, Veuve noire, Namora, Lady Deadpool (en) et Her-oes. Trois numéros sont parus entre mai et septembre 2010. Cette collection est imaginée pour célébrer les 30 ans de Miss Hulk et, en même temps, le National Women's History Project.
L'une des rédactrices, Jeanine Schaefer, s'exprime sur le cadre de cette initiative : « La première apparition de Miss Hulk remonte à trente ans et nous avons donc réfléchi à une manière de marquer le coup en célébrant les femmes de Marvel Comics, comme nous l'avons fait pour les 70 ans de l'entreprise... ». Schaefer rapporte que l'éditeur avait conscience que l'intitulé Girl Comics pouvait prêter à controverse, puisqu'il a déjà existé une parution sous ce nom : « C'est l'un des premiers titres que nous ayons choisis, parce qu'il correspond à deux objectifs : d'une part, il s'agit d'un ancien romance comic publié par Marvel et d'autre part, nous pouvons récupérer le terme Girl Comics ».
La série de 2010 reçoit les contributions d'artistes comme Devin K. Grayson, Louise Simonson, Amanda Conner, Jill Thompson, Trina Robbins et Molly Crabapple (en), entre autres,. Le premier numéro, qui compte 52 pages, propose des narrations avec des personnages masculins — Diablo, the Punisher et Spider-Man — et avec des super-héroïnes comme Miss Hulk, Venus (Marvel Comics) (en) et Jean Grey. Il inclut également un article de deux pages sur Flo Steinberg, secrétaire à Marvel pendant l'âge d'argent des comics, devenue ensuite éditrice indépendante.
Une aventure de huit pages sur Venus est dessinée et encrée par Stephanie Buscema, illustratrice et dessinatrice, petite-fille du dessinateur renommé John Buscema, qui a participé dans la version de 1949.